# Canellales
Canellales je biljni red iz razreda Magnoliopsida raširen po tropskoj Americi i Africi (porodica Canellaceae) i Oceanije, Malezije, istočne Australije, Novog Zelanda i Madagaskara (porodica Winteraceae). 
Red i porodica nose ime po rodu kanela (Canella), korisnog, vazdazelenog, mirisnog drveća, čiji je jedini predstavnik Canella winterana, koja raste po Karibima, južnoj Floridi, Meksiku  (Campeche, Quintana Roo, Yucatan) i Venezueli (Zulia). Ime Canella nije povezano Canella Indijancima, nego je deminutiv latinskog canna (“trska”), koja je najprije bila dana kori drveta Cinnamomum aromaticum (Cinnamomum cassia), prema obliku valjka koji bi poprimila prilikom sušenja, a pripada porodici Lauraceae (lovorovke), i nije mu srodna.
Sastoji se od dvije porodice sa 93 vrste

## Opći opis
Canellales je red cvjetnica koji se sastoji od 2 porodice (Winteraceae i Canellaceae), 15 rodova i 136 vrsta. Zajedno s tri druga reda (Laurales, Magnoliales i Piperales), Canellales čini klasu magnoliida, što je rana grana stabla angiospermi.

## Rasprostranjenost i obilje
Winteraceae ima 9 rodova i 120 vrsta, s rasprostranjenošću uglavnom na južnoj hemisferi. Takhtajania, rod s jednom vrstom (T. perrieri), javlja se na Madagaskaru i najizrazitiji je član obitelji. Pseudowintera (3 vrste) ograničena je na Novi Zeland. Drimys (oko 8 vrsta) javlja se u Srednjoj i Južnoj Americi, od Meksika do Tierra del Fuego; jedna je vrsta ograničena na otočje Juan Fernández uz obalu Čilea, gdje je jedno od najčešćih šumskih stabala. Molekularna istraživanja podupiru odvajanje pripadnika Drimysa iz Starog svijeta u rod Tasmannia (s oko 40 vrsta), koji se proteže od Filipina do Australije (uključujući Tasmaniju) i doseže svoju najveću raznolikost u Novoj Gvineji. Ograničenje Zygogynuma dovelo je do priznavanja 3 dodatna roda, uključujući Exospermum (ograničen na Novu Kaledoniju; sinonim za Zygogynum), Bubbia (od Molučkih ostrva do Nove Kaledonije i Australije, s jednom vrstom ograničenom na otok Lord Howe, gdje je ima u izobilju; sinonim za Zygogynum) i Belliolum (u Novoj Kaledoniji i na Salomonskim otocima; sinonim za Zygogynum).
Canellaceae ima 6 rodova i 16 vrsta. U tropskoj Africi (Warburgia) i na Madagaskaru (Cinnamosma) postoji po jedan rod, u tropskoj Južnoj Americi dva (Capsicodendron i Cinnamodendron), a na Karibima dva (Canella i Pleodendron). Capsicodendron se danas vodi kao sinonim za Cinnamodendron.

## Gospodarski i ekološki značaj
Većina članova Winteraceae ima mali ekonomski značaj. Drimys winteri sorta chilensis uzgaja se u mnogim dijelovima svijeta u vrtovima i arboretumima. Malo jed grmoliko drvo u uzgoju, cvate veći dio godine i ima atraktivne cvjetove s bijelim laticama promjera oko 2,5 cm (1 inč). Ime vrste odnosi se na kapetana Johna Wintera, koji je dobio uzorke 1578. iz Magellanovog tjesnaca na putovanju Sir Francisa Drakea oko svijeta. Koru su nekoć mornari koristili kao tonik i kao preventivu protiv skorbuta. Još uvijek se koristi kao adstringent i stimulans.
Lišće mnogih Winteraceae ima papren okus, što obeshrabruje brstenje životinja. U dijelovima Novog Zelanda, gdje su uneseni jeleni imali su ozbiljne posljedice na grmlje i mlado drveće u domaćim šumama, Pseudowintera se ra<sprostranila jer nije ukusna jelenima.
Porodica Canellaceae također ima relativno mali ekonomski značaj. Listovi i kora zapadnoindijskog Canella alba (“divlji cimet”), ponekad poznati pod sinonimom C. winterana, koriste se kao začin i u medicinske svrhe. Koristio se za aromatiziranje duhana i kao otrov za ribe. Drvo je poznato kao “Bahama whitewood”. Drveće ove vrste uzgaja se u ograničenoj mjeri u južnoj Floridi kao ukrasno bilje cijenjeno zbog svojih crvenkastoljubičastih cvjetova i crvenih bobica.

## Karakteristične morfološke značajke
Winteraceae su zimzeleno drveće i grmlje s naizmjenično raspoređenim listovima i primitivnim drvetom bez traheja. Kako bi se ograničila transpiracija, većina vrsta Winteraceae raste na vlažnim, sjenovitim staništima, a njihove puči (ograničena na donju stranu lišća) djelomično su začepljena donekle poroznim, voštanim materijalom (cutin) koji (pod velikim povećanjem) nalikuje spužvi. Osim u Tasmaniji, cvjetovi su dvospolni s malim, čašičnim listićima u različitim stupnjevima i spiralno raspoređenim uglavnom bijelim laticama. Jedan član, Belliolum, ima lisnate prašnike donekle slične Degeneriji (porodica Degneriaceae). Osim kod Bellioluma, prašnici imaju terminalne peludne vrećice, a, osim kod nekoliko vrsta Zygogynuma, prepoznatljivi pelud je u četverokutima s mrežastim skulpturama na izloženoj površini. Karpele mogu biti odvojene jedna od druge ili srasle zajedno, a većina plodova iz porodica je indehiscentna i nalik je bobicama. Oprašivanje kod raznih članova Winteraceae obavljaju kornjaši, primitivni moljci, muhe, tripsi, pa čak i gusjenice.
Članovi podrodice Canellaceae imaju kožaste naizmjenične listove, obično s prozirnim mrljama. Cvjetovi sadrže 3 čašice, 4 do 12 latica (bilo raspoređenih u spiralu ili pršljen) i 6 do 40 prašnika, koji su spojeni u cjevčicu, što je karakteristično za porodicu. Pelud ima samo jedan otvor. Između dva i šest karpela sraslo je u jednu lokulu u kojoj su ovuli pričvršćeni za unutarnju površinu stijenke lokule (parijetalna placentacija). Plod je bobica.

## Evolucija
Winteraceae ima fosilne zapise koji datiraju iz aptijskog stadija (prije 125 milijuna do 113 milijuna godina) u razdoblju krede (prije 145,5 milijuna do 65,5 milijuna godina). Sićušni, relativno nediferencirani embrij, koji zauzima samo mali dio sjemena u zrelosti, i drvo bez traheja vrsta Winteraceae općenito se tumače kao primitivni karakter. Prašnici se kreću od navodno primitivnog lisnatog oblika (Belliolum) do naprednijih oblika koji imaju izduženu nit i terminalni prašnik (Tasmannia). Takhtajania perrieri je neobična u porodici jer očito ima cvijet s jajnikom koji se sastoji od dva spojena karpela s perifernim ovulima.

## Porodice i rodovi
Order Canellales
1. Familia Winteraceae R. Br. ex Lindl. (70 spp.)
  1. Tribus Takhtajanieae Takht. ex Reveal
    1. Takhtajania Baranova & J.-F. Leroy (1 sp.)

  2. Tribus Tasmannieae Takht. ex Reveal
    1. Drimys Forster & G. Forst. (18 spp.)

  3. Tribus Wintereae Meisn.
    1. Zygogynum Baill. (47 spp.)
    2. Pseudowintera Dandy (4 spp.)
2. Familia Canellaceae Mart. (23 spp.)
  1. Pleodendron Tiegh. (3 spp.)
  2. Cinnamodendron Endl. (12 spp.)
  3. Canella P. Br. (1 sp.)
  4. Warburgia Engl. (4 spp.)
  5. Cinnamosma Baill. (3 spp.)